# Héphaisties
Ne doit pas être confondu avec Héphaistia.
Les Héphaïsties ou Hephaisteia, du grec ancien Ἡφαίστια, sont des festivités religieuses de la Grèce antique dédiées au dieu Héphaïstos. Elles se déroulaient à Athènes chaque année au mois de Pyanepsion (automne), puis devinrent quadriennales à partir de 329-328 av. J.-C.. Les Héphaïsties n'étaient peut-être qu’une partie d’une autre fête, les Chalkeia.
Leur organisation est mal connue. Elles comportaient de manière certaine une lampadédromie (course aux flambeaux) organisée par dix gymnasiarques au moins depuis 421-420 av. J.-C. Selon le Vieil Oligarque, elles auraient aussi comporté des chœurs. Cependant, la principale source concernant ces festivités ne mentionne rien de tel,.